# Таловка (Дагестан)
Таловка — село в Тарумовском районе Дагестана. Административный центр сельского поселения сельсовет «Таловский». 

## Географическое положение
Расположено у трассы Махачкала — Астрахань, в междуречье рек Средняя и Таловка. Находится в 18 км к северо-востоку от районного центра — села Тарумовка. Ближайшие населённые пункты — Раздолье на юге и Кочубей на севере. 

## История
Село основано в 1877 году. Первыми поселенцами были крестьяне из Полтавской и Тамбовской губерний Российской империи, получившие земельные наделы на малозаселенной территории Терско-Кумской низменности.
Название села, скорее всего, связано с названием реки Таловки — одном из старых русел реки Терек. На правом берегу реки Средней (рукав Терека), в 15 км от северо-западного побережья Каспийского моря появилось несколько землянок. Обитатели их были беглыми крестьянами из Полтавской и Тамбовской губернии. Людей привлекал рыбный промысел.
Однажды на Каспии разбушевалась буря и затопила посёлок. Тогда крестьяне решили перенести переселение на 10 км выше по течению реки Средней, где он сейчас и находится. До революции село носило название Новоселовка. 
В настоящее время входит муниципальное образование «Сельсовет Таловский», в которую также входит посёлок при железнодорожном разъезде № 15.

## Население
| 1889  | 1914  | 1926  | 1970  | 1989  | 2002  | 2010  |
| ----- | ----- | ----- | ----- | ----- | ----- | ----- |
| 1053  | ↗3071 | ↘2314 | ↘1758 | ↘1377 | ↗1417 | ↗1510 |
| 2021  |       |       |       |       |       |       |
| ↗1632 |       |       |       |       |       |       |

До середины 1980-х годов основным населением села были русские. Но в связи с начавшимся большим притоком переселенцев с гор и оттоком русскоязычного населения из района, произошла перестройка национального состава села.
Национальный состав
По данным Всесоюзной переписи населения 1926 года:
| № | Национальность | Численность, чел. | Доля   |
| - | -------------- | ----------------- | ------ |
| 1 | русские        | 2308              | 99,7 % |
| 2 | цыгане         | 6                 | 0,3 %  |

По результатам Всероссийской переписи населения 2010 года:
| № | Национальность | Численность, чел. | Доля   |
| - | -------------- | ----------------- | ------ |
| 1 | даргинцы       | 478               | 31,7 % |
| 2 | русские        | 465               | 30,8 % |
| 3 | аварцы         | 462               | 30,6 % |
| 4 | лезгины        | 53                | 3,5 %  |
| 5 | лакцы          | 23                | 15 %   |
| 6 | корейцы        | 17                | 1,1 %  |
| 7 | другие         | 12                | 0,8 %  |

## Религия
В 2008 году в селе была восстановлена церковь в честь Рождества Пресвятой Богородицы (первая построена в 1897 году и в советский период была переоборудована под клуб). 
В марте 2006 года начато строительство мечети, все средства на строительство собраны жителями села, а также жителями соседних сёл. Её строительство было завершено, и она была открыта в 2011 году.